# یواس‌اس جورج ای بجر (دی‌دی-۱۹۶)
یواس‌اس جورج ای بجر (دی‌دی-۱۹۶) (به انگلیسی: USS George E. Badger (DD-196)) یک کشتی بود که طول آن ۳۱۴ فوت ۵ اینچ (۹۵٫۸۳ متر) بود. این کشتی  در سال ۱۹۲۰ ساخته شد.